# 副地级市
“副地级市”，是原国家行政学院公共管理教研部教授汪玉凯于2009年提出的概念。截至2025年，并未有任何法律法规规定“副地级市”的存在。
有媒体将副地厅级的经济开发区管理委员会解读为“副地级市”。如2010年，河北省保定市高碑店市白沟镇设立副地厅级的河北省保定白沟新城管理委员会，媒体报道曾将之简称为“副地级市”。
其他例如湖北省天门市、仙桃市、潜江市因将市委书记、市长高配为副厅级干部，而俗称“副地级市”，但不同于副省级城市市直机关整体高配半级，以上城市的高配仅限于党政主官个人，其市政府工作部门仍为正科级，与普通县级市相同。